# Oaklands, Hertfordshire
Oaklands är en by i Hertfordshire i England. Byn är belägen 8,9 km 
från Hertford. Orten har 7 946 invånare (2015).